# Convent de la Divina Providència
El convent de les Franciscanes de Nostra Senyora de la Divina Providència, o simplement la Divina Providència, és un monestir de monges clarisses de la Divina Providència situat al carrer d'Arnús, 64 de Badalona, inclòs a l'Inventari del Patrimoni Arquitectònic Català. Una de les seves germanes més destacades va ser la venerable Coloma Martí i Valls (1860-1899), que es troba en procés de beatificació.

## Història

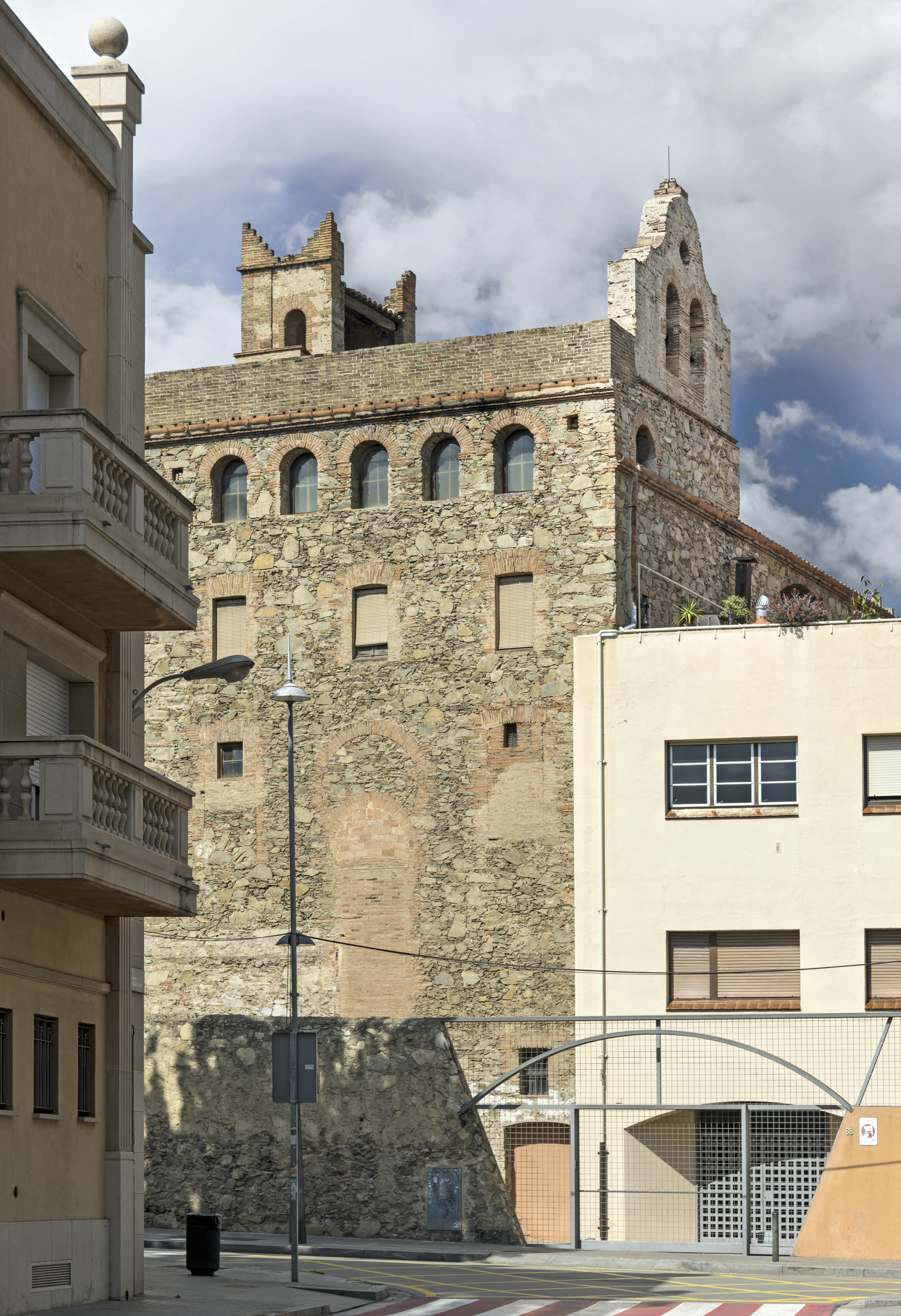
El convent vist des del carrer d'Enric Borràs

Va ser fundat per la monja terciària franciscana Teresa Arguyol i Fontseca, que el 1849 havia fundat un monestir a la vila de Gràcia, dedicat a la vida contemplativa, però també a l'ensenyament gratuït per a nenes pobres o filles d'obrers. En aquells moments, Badalona vivia una intensa industrialització, que provocà un gran creixement econòmic, demogràfic i urbà, amb les conseqüències socials en els àmbits obrers, amb uns pares que no podien ocupar-se dels seus fills ni de la seva escolarització.
Les obres de construcció s'inicien el 1850, en uns terrenys donats per Esteve Maignon i Pere Basil, gairebé al final del carrer del Pilar (actualment Arnús) amb un finançament a base d'almoines i el dot de les noies que ingressaven a la comunitat monàstica. El suport econòmic del projecte també va procedir de famílies propietàries de la localitat, com Evarist Arnús o Joaquim i Raimunda Roca i Pi, germans de Vicenç de Roca i Pi, entre altres donacions i cessions particulars.
A causa del sistema de finançament, les obres del convent seran més lentes del que volia sor Teresa. El 18 o el 21 d'agost del 1853 s'inaugurà oficialment el convent i, a més, es començà a habitar, amb l'aprovació del bisbe de Barcelona, Josep Costa i Borràs; l'acte va comptar amb la presència d'altres sacerdots, entre ells Jaume Alsina i mossèn Josep Massaneda, que era l'encarregat de resoldre els tràmits normals del convent i qui acompanyava a la seva fundadora.
Pocs mesos després, el 6 de desembre del 1853, va morir la mare Teresa i el seu cos va ser dut pels homes de professions marineres de Badalona fins a Gràcia, on va rebre sepultura a la casa mare de les germanes clarisses. D'ençà aleshores, les obres les supervisarà Josep Massaneda i el 17 d'abril de l'any següent, el bisbe Costa assignava a sor Serafina del Carme la direcció de la comunitat.
De la totalitat del convent encara restava per construir l'església, que no serà construïda fins al 1857 després de superar deutes i altres dificultats, sent beneïda el 8 de maig; les funcions religiosos s'havien realitzat fins aquell moment a la sala capitular. L'abril d'aquell mateix any es va rebre un rescripte papal de Lleó XIII concedint la clausura papal. Tanmateix, l'església acabaria acollint a partir del 1868 la segona parròquia del municipi de Badalona, fundada aquell any, que hi romangué fins al 1925 per falta de recursos i, finalment, n'obtingué per traslladar-la a la part construïda de la nova església, que va ser sufragada, en part, per la venda d'uns terrenys de les germanes clarisses.
A les primeries del segle xx, les convulsions socials van afectar la comunitat. Els fets de la Setmana Tràgica (1909) va obligar les monges a refugiar-se a distintes cases de particulars de la ciutat durant alguns dies. Pel que fa a l'edifici del convent, va aconseguir la salvació de l'atac dels exaltats gràcies a la intervenció de l'alcalde Martí Pujol.
Després d'aquest període, la comunitat retornà a la vida comunitària i la seva activitat docent. Amb el pas dels anys, les germanes van adaptar-se a una nova pedagogia i van restaurar i ampliar la seu de l'escola segons les necessitats, però a finals del segle xx el convent va decidir abandonar l'ensenyament per les complicacions a l'hora de sostenir i mantenir l'escola, iniciant una recerca de noves possibilitats de posar-se al servei de la societat. Actualment, cedeixen l'espai per a actes culturals que no tenen cabuda en altres llocs de la ciutat.

## Església
La façana de l'església és plana, sense cap ornament. A l'eix de simetria s'arrengleren la senzilla porta rectangular, una fornícula, l'òcul de vitrall i un frontó triangular com a coronament. El campanar té una tipologia d'espadanya. L'interior és blanc i sense decoració, és de només una nau amb cor als peus. L'absis està cobert amb casquet en forma de petxina, essent l'únic sector amb decoració.